# Alfons VI de Portugal
Alfons VI de Portugal el Victoriós (Lisboa, 1643 - Sintra, 1683), príncep del Brasil (1653-1656) i rei de Portugal (1656-1683).

## Orígens familiars
Nascut el 21 d'agost de 1643 a la capital del regne, fou el sisè fill del rei Joan IV de Portugal i la seva esposa Lluïsa de Guzmán, i es convertí en el segon rei de la nova dinastia Bragança.

## Ascens al tron
Va succeir al seu pare Joan IV de Portugal l'any de la seva mort, el 1656. Amb tant sol 13 anys la seva mare fou declarada regent.
Anteriorment però, a l'edat de tres anys, Alfons havia sofert una malaltia que li va deixar paralitzat el costat esquerre del seu cos, una malaltia que a més l'afectà mentalment. Aquests problemes, units al desinterès pels problemes del país, va provocar que la seva mare fos regent durant sis anys, fins al 1662. Lluïsa la guerra de Restauració portuguesa fou la responsable de l'èxit diplomàtic de l'aliança establerta amb Anglaterra. Lluïsa va supervisar les victòries militars contra la Corona de Castella a la batalla d'Ameixial el 8 de juny de 1663, així com a la batalla de Montes Claros el 7 de juny de 1665. Gràcies a aquestes derrotes castellanes aquest regne reconegué la independència de Portugal el 13 de febrer de 1668 amb el tractat de Lisboa.
Tot i les victòries a Portugal, els holandesos van conquerir Jaffnapatam, l'última colònia portuguesa a l'illa de Ceilan el 1658 i es va produir la cessió de la ciutat de Bombai i Tànger als anglesos el 23 de juny de 1661.
El 1662, el comte de Castelo-Melhor va veure l'oportunitat de guanyar poder a la cort fent-se amic del jove rei. Per això, va convèncer el monarca que la seva mare intentava usurpar el poder i exiliar-lo de Portugal. Com a resultat d'aquesta intriga, Alfons va prendre el control del regne i va enviar la seva mare a un convent.

## Núpcies
Alfons VI es va casar a Lisboa el 2 d'agost de 1666 amb Maria Francesca de Savoia-Nemours, filla de Carles Amadeu de Savoia-Nemours i d'Elisabet de Borbó-Vendôme. Aquest matrimoni, però, durà poc temps, ja que Maria Francesca aconseguí l'anul·lació matrimonial el 1667, al·legant la impotència del rei portuguès.
Maria Francesca llavors es casà amb el germà petit d'Alfons VI, l'infant Pere de Portugal, i futur rei. Aquell mateix any Pere va aconseguir el poder necessari per obligar el rei a cedir el poder, convertint-se en el nou regent del Regne fins a la mort del rei. Alfons VI fou enviat a l'illa Terceira, a l'arxipèlag de les Açores, per un període de set anys.
Va retornar a Portugal poc temps abans de morir a Sintra el 12 de setembre de 1683, sent enterrat a Belem.